# James Abram Garfield Rehn
James Abram Garfield Rehn (* 26. Oktober 1881 in Philadelphia; † 25. Januar 1965) war ein amerikanischer Entomologe, der ein Spezialist für die klassisch als „Orthopteren“ zusammengefassten Ordnungen der Heuschrecken (Orthoptera), Gespenstschrecken (Phasmatodea), Fangschrecken (Mantodea) und Schaben (Blattodea) der Neuen Welt war. Er arbeitete an der Academy of Natural Sciences in Philadelphia und machte in ihrem Auftrag mehrere Sammelexpeditionen rund um die Welt.
Rehn wurde in Philadelphia als Sohn von William und Cornela Loud Rehn geboren. Er studierte an der Public Industrial Art School und an der Pennsylvania Academy of Fine Arts. Er interessierte sich schon in jungen Jahren für Naturgeschichte und wurde zusammen mit mehreren anderen seines Alters von Charles Willison Johnson, Kurator des Wagner Free Institute of Science, ermutigt. Er trat 1900 der Academy of Natural Sciences in Philadelphia als Jessup-Student bei. Hier traf er viele andere Naturforscher einschließlich des Ornithologen Witmer Stone, von dem Rehn eine informelle Ausbildung erhielt. Rehn traf 1903 den damals 16-jährigen Morgan Hebard und die beiden hielten bis zu Hebards Tod 1946 eine enge Verbindung bei. Hebard machte seinen Abschluss in Yale und nachdem er im Familienunternehmen gearbeitet hatte, gab er 1911 seine Tätigkeit dort auf und widmete sein Leben der Entomologie. Hebard und Rehn unternahmen zahlreiche gemeinsame Reisen durch Amerika, um „Orthopteren“ zu sammeln. Die Arbeit an einer Monographie der beiden wurde verschoben, nachdem Hebard 1930 von Arthritis heimgesucht wurde. Rehn begann schließlich 1954 mit der Arbeit und der erste Band wurde 1961 zusammen mit Harold J. Grant veröffentlicht. Er war von 1917 bis 1924 Herausgeber der Transactions of the American Entomological Society. Rehn war alleiniger oder Erstautor der Beschreibung von 581 bis heute (November 2022) gültigen Heuschrecken-, 262 Schaben-, 106 Gespenstschrecken- und 73 Fangschreckenarten, sowie 135 Heuschrecken-, 37 Schaben-, 15 Gespenstschrecken- und 9 Fangschreckengattungen. Bei einem Teil der Beschreibungen war Hebard sein Koautor. Sein Sohn John William Holman Rehn interessierte sich einige Zeit für Entomologie und veröffentlichte als Koautor gemeinsam mit seinem Vater in den Jahren 1934 bis 1945 Arbeiten. Er gab die Wissenschaft später für eine Karriere in der US-Army auf. Nach Rehn bzw. seinem Sohn sind 27 heute noch gültige Heuschreckenarten, die Heuschreckengattungen Rehnidium Grant, 1956, Rehniella Hebard 1928, Rehnitettix Günther, 1939 und Rehnuciera Carbonell, 1969, sowie zehn Schabenarten, sechs Fangschreckenarten und die Gespenstschreckenarten Clonaria rehni (Bolívar, 1922), Brasidas rehni Hennemann, 2023 und Phanocles rehni Hennemann & Conle, 2024 benannt.